# San Fernando (Bolívar)
San Fernando es un municipio de Colombia, situado en el departamento de Bolívar, a orillas del río Magdalena. Se sitúa a 260 km de la capital departamental, Cartagena de Indias.La población fue fundada el 30 de mayo de 1759.

## Toponimia
Recibió el nombre de San Fernando en honor al rey medieval de la Corona de Castilla: Fernando III el Santo.

## División Político-Administrativa
Además de su Cabecera municipal. San Fernando tiene bajo su jurisdicción los siguientes Centros poblados:
- El Gato
- El Contadero
- El Palmar
- El Porvenir
- Guasimal
- La Guadua
- Las Cuevas
- Menchiquejo
- Pampanillo
- Punta de Hornos
- Santa Rosa
- Jolón

## Geografía

### Límites Geográficos
El Territorio Municipal de San Fernando tiene una extensión total de 675 km². Limita al norte con el Municipio de Mompox, al sur con el Municipio de Margarita, al oriente con el Río Magdalena (Brazo de Mompox) y al occidente con el municipio de Hatillo de Loba y Pinillos. 

### Geología
La unidad geológica de San Fernando es Cenozoica, con depósitos fluvio-lacustres, marinos, glaciales y volcánicos.

### Clima
La clase de clima que presenta San Fernando es Cálido Semiárido. 

### Suelos
Los suelos de San Fernando según unidades de área-km² y % son suelos de la planicie aluvial lacustre. Presenta en su zona intermedia y sur: 7.501, 78 28,88 y en su zona ribereña y centro: 1.182,24 4,55. Esta zona de Planicie Aluvial y Lacustre está compuesta por suelos de clima cálido y húmedo, evolucionados a partir de depósitos cuaternarios de origen fluvial y fluviolacustres y localmente fluviovolcánicos y marinos. Fluvaquents, Dystrubets, Udifluvents, Hapludox y Endoaquepts.
También posee suelos de clima cálido árido, localmente desértico, evolucionados a partir de depósitos cuaternarios de origen fluvial y fluviolacustre, localmente fluviocolubial y fluviovolcánico. Haplustepts, Ustifluvents, Haplustolls y Endoaquepts.

### Topología del Suelo
Topográficamente el municipio es completamente plano y abundante en humedales ricos en recursos ictiológicos. Entre los caños más importantes tenemos: El Mono,  El Violo,  La Guadua,  El Limón y Guataca.
Dentro del complejo cenagoso sobresalen las ciénagas de Menchiquejo, Guatizo, Cazanga, Agudelo, Pajaral, El Rodeo, Agudelito, El Saco, Los Hinguenzos, Cascajal, Huracán y la Ceiba entre otras.  Cabe señalar que en la zona rural, especialmente en lo que se conoce como los playones,  los dueños de fincas han hecho canales de riego a propósito por sus potreros, originando el abono y desaparición de muchas ciénagas para luego tomar posesión de esas tierras.

### Cobertura de la tierra
San Fernando presenta la siguiente cobertura de la tierra según categoría y clase de cobertura:
•	Cobertura de Agroecosistemas: Presenta cultivos anuales y transitorios así como pastos. 
•	Coberturas de áreas húmedas continentales y costeras: Presenta herbáceas y arbustivas costeras. 

### Distribución de las lluvias
Según la Precipitación Total Anual (milímetro por año) San Fernando presenta entre 1.000 a 2.000 mm/año. Incluye el dato adicional que San Fernando presenta aproximadamente 50 días con lluvias durante el año.

### Radiación Solar
El brillo solar de esta zona presenta de 2.101 a 2.500 horas de sol anual.

## Historia
Lo que hoy es San Fernando de Occidente estuvo habitada durante la época prehispánica por los indios de la tribu Malibúes (Malabúes o Malebuyes) pero especialmente por las tribus de los Menchiquejos, los Guatizos, los Huracanes, los Cazangas y los Bateas respectivamente. Todas estas tribus estaban bajo el dominio del Cacicazgo de Mompoj tras adscripciones hechas por alianzas y pactos entre estos pueblos.
Esta zona fue especialmente próspera para el desarrollo de las tribus aquí localizadas debido a las riquezas agrícolas, de fauna y flora y de sus múltiples cuerpos de agua que se encuentran ubicadas a lo largo y ancho del territorio fernandino. Un aspecto importante a destacar es que durante la conquista y la colonización de estas tierras por parte de los españoles llegados desde Cartagena, hubo gran resistencia a tal acto, primeramente por los indios Menchiquejos, quienes desde las primeras épocas habían hecho su asentamiento en la margen derecha del Río Grande de La Magdalena muy cerca del caño que hoy lleva su nombre y que colinda con la Ciénaga de Chilloa (territorio que en esas épocas perteneció a la Provincia de Santa Marta).
Pero su resistencia no fue permanente y cayeron bajo dominio español, razón que éstos atribuyeron para decidir su destino. Es así como los ibéricos destierran a los indios bajo el proceso de la expansión de blancos, mestizos, mulatos y zambos bajo la excelsa orden de Fernando Mier y Guerra quien se trasladó a la ribera del frente, en la Provincia de Cartagena, y quien le cedió una porción de tierra a la señora Juana Batallé (otros aseguran que su verdadero apellido es Bataller) para que se establecieran allí.
Pero los indios desterrados por personas ajenas al territorio que desde hace siglos estaba en su poder vieron nuevamente como su pequeño territorio empezó a ser invadido por otros colonos lo que hizo elevar una petición al Virrey Solís en el año 1750 con el fin de determinar los límites del terreno correspondiente a su resguardo. En efecto, desde el Marqués de Santa Coa, hasta un vecino de apellido Solís, pasando por los predios del acaudalado ganadero Don Blas de Godoy, habían establecido las estancias de las nuevas tierras para el resguardo de los indios.
El protector de indios procedió a la delimitación, correspondiendo una lengua (desde el cerrojo de la iglesia) río arriba, río abajo y hacia los playones. Es así como nace el pueblo San José de Menchiquejo que hoy queda bajo jurisdicción del Municipio de San Fernando.
Así una vez avanzada la colonia y los respectivos procesos de asentamientos en tierras vírgenes, se procedió con la fundación de San Fernando de Occidente (capital municipal), de los distintos corregimientos, veredas y caseríos que hoy conforman el territorio del municipio.
El poblado de San Fernando de Occidente fue elevado a la categoría de Municipio en 1832 con lo que pasó a ser la capital de este nuevo territorio segregado de Mompox. Actualmente el Municipio tiene una extensión total de 675 km².

### Fundación
El 30 de mayo del año de 1759 es la fecha de fundación o poblamiento de San Fernando de Occidente, así aparece registrado en el libro “Apuntaciones Historiales de Mompox” de Don Pedro Salcedo del Villar. Para ese entonces, procedentes de la Villa de Mompox, llegaron a estas laderas famosas por sus abundantes nísperales silvestres y propiedad del Marqués de Santa Coa,  los colonos Juan Rodríguez, Francisco Rangel, Félix José Patiño y Carmen León Pérez, con sus familias, para dedicarse a cuidar una extensa ganadería de Don Juan Bautista Mier y La Torres, acaudalado español,  casado con la hija de Don Julián de Trespalacios. 
El nombre de la nueva población fue dedicado a la católica majestad de Fernando III, el “Santo”,  pues la fecha del 30 de mayo fue tomado por la iglesia para su veneración. El apelativo de occidente fue dado porque ya había otra población con el mismo nombre en la margen derecha del río (Provincia del Magdalena).

### Época Virreinal
Esta ladera fue durante la colonia tránsito obligado del comercio establecido entre Mompox y el interior del país y se convirtió en un sitio estratégico y adecuado para apacentar el ganado y como alacena abundante en variedades de frutas. Condiciones que hicieron atractivo y apacible el lugar al extremo que muchas personas procedente del interior y de Mompox optaran por radicarse posteriormente.
El ordenamiento territorial durante la Nueva Granada (1843-1857)  cambia sin éxito los nombres de algunas aldeas. Los parajes de Menchiquejo, fracción del distrito parroquial de San Fernando, será administrado bajo el nombre de Aldea de Valest.
Continúa entonces la situación vigente, debido a que la falta de límites distritales, entre San Fernando, Margarita, Mompox y Pinillos, donde cada cual sostenía sobre el otro, sus pretensiones territoriales, situación que dificultaba a los alcaldes, avenirse a su fijación, por las "inconciliables pretensiones".
Por lo anterior, quedó demostrado que San Fernando, era un distrito muy pobre en recursos y en extensión, lo que generó que la ley # 28 de noviembre de 1872 en su Artículo 3°, lo degradara como distrito parroquial. Pero un año después es restablecido su estatus mediante la ley # 37 del 15 de diciembre de 1873, en su Artículo 5.

### Comercio a través del Río Grande de la Magdalena
Entre 1930 y 1960 el comercio del país se hacía a través del río Magdalena. Grandes buques de vapor y luego las navieras viajaban constantemente desde Barranquilla a La Dorada (Caldas). En su paso por San Fernando atracaban obligatoriamente a recoger ganado de la hacienda La Esmeralda y leña en el puerto conocido como la Manga. Las personas que vivieron esa época recuerdan con nostalgia el buque llamado “David Arango” que naufragó frente a Magangué. 
El río también fue escenario propicio para el contrabando de tabaco, que era traído del Carmen de Bolívar y Zambrano de manera clandestina en horas nocturnas, para evadir la requisas de los guardas y era transportado en granes champanes piloteados a punta de canalete y lata. El negocio del tabaco fue tan productivo que muchos se enriquecieron.

### Antiguo Comercio Agrícola y Ganadero
A mediados del siglo XX, las actividades agropecuarias eran notables, pues los campesinos vendían a buen precio las cosechas de año y veranillo, a los señores Domingo Baena Silva y Eustaquio Longaray, dueños de dos grandes depósitos de granos en la comunidad. 
Estos señores compraban todo el maíz y ajonjolí que se producía en el medio, así como también, cerdos para sacrificar y extraer manteca, gallinas y muchos otros productos, que ellos mismos embarcaban en buques y lanchas para ser comercializados en Barranquilla. Esta actividad le produjo a Domingo Baena, grandes ganancias, al punto que se convirtió en una de las personas más ricas del pueblo.
Con relación a la actividad ganadera, existieron en esa época, fuera de la hacienda La Esmeralda, otras personas con hatos ganaderos, entre los cuales se destacaron las familias Pérez Rangel y Pérez Fernández, quienes compartían dos fincas que poseían el mismo nombre, Flor del Campo, identificables precisamente por los respectivos apellidos; la Vega Surmay, dueños de fincas en Guasimal y Lázaro y la Silva Pérez, dueños de la finca Los Jobitos y La Sabana de Peralejo.

### Antigua fábrica de licor y alambiques clandestinos
Entre los años de 1920 y 1930, existió en San Fernando una fábrica oficial para producir licor, de propiedad de Ismael Vega Surmay, Antonio Rangel y Ramón Domínguez, licor que era extraído de la panela que producían los trapiches de Punta de Hornos y Margarita. El guarapillo de la panela se dejaba fermentar y posteriormente se destilaba en unos alambiques de cobre, manejados por expertos catadores como Jorge Cesáreo Arias Vega y Amiro Peñas Rodríguez, obteniéndose como producto final, un ron de buena calidad, muy apetecido por los bohemios de la época.
Para el año 1928, estos señores deciden vender los equipos y aparatos de la fábrica de licores, ya que para esa misma fecha, el gobierno nacional, asumió el control de las Licoreras y prohibió a los particulares la producción de ron, so pena de ser multados y hasta encarcelados.

### Fábricas de Jabón de Monte y Velas de Cebo
Desde tiempos inmemoriales existieron en San Fernando, dos fábricas de jabón y de velas de cebo. La una propiedad de la señora María de la Paz Pérez de Silva y Dormelina Silva Pérez, hija de esta y, la otra, de Ubaldina Silva. En estas fábricas artesanales, se producía dos productos de primera necesidad en la comunidad: el “jabón de monte” y la “vela de cebo”, como popularmente se les llamaba.
Para la preparación del jabón de monte, se picaba el cebo de res, con hojas de plantas aromáticas (matarratón, naranjo agrio) y almidón de yuca, éstos componentes se ponía a hervir en agua en unas calderas grandes llamadas pailas, durante varios días, en el transcurso de los cuales, se les vaciaba un producto químico denominado “lejía”, destilado de unos aparejos de bejucos llamados destiladeros, que contenían cenizas tapizada en hojas de plátano, a los cuales se les echaba agua y se les dejaba destilar gota tras gotas y se almacenaba en unos botellones grandes llamados damajuanas. Cristalizado el producto, se vaciaba en unos moldes prefabricados en madera, de donde se procedía a cortar los panelones de jabón, una vez enfriada la plancha.
Para fabricar las velas de cebo, se ponía a sofreír el cebo de res picado y limpio, en calderos grandes hasta derretirse, luego se mojaban en diferentes sesiones y días, unos pabilos de algodón prefabricados, hasta completar un grosor adecuado.
Tanto el jabón de monte como las velas de cebo, eran comercializados en la población y Mompox, la demanda del primero se debía a la limpieza y suavidad que dejaba en la piel de las personas, después de la utilización en el baño, así como también, evitar la caspa o seborrea del cabello. Las velas de cebo tenían y aún tienen, un uso medicinal, para desinflamar golpes y magulladuras mediante sobos, al igual que en las apretazones y pechugueras ocasionadas por el asma, el ahogo y la gripa, como un gran descongestionante nasal y bronquial.
Actualmente la señora Felisa Pérez de Silva, ha continuado con la producción artesanal del jabón y las velas de cebo, a mediana escala y a pedido personal, constituyéndose estos dos productos, en un patrimonio de la tradición fernandina, que no se debe perder.
También hubo en la población una fábrica de “jarabe de totumo”, producto artesanal elaborado con procedimientos químicos del fruto del totumo, azúcar y otros componentes, de conocimiento y manejo del señor Manuel Herrera, quien debido a la edad y a algunas limitaciones visuales, se ha visto obligado a suspender la producción de este producto, que representaba una cura efectiva para el tratamiento de gripes y catarros crónicos, por sus efectos broncodilatador.

#### Antiguo contrabando de tabacos
El tabaco se convirtió por su consumo, en un artículo de primera necesidad y, por razones obvias, en una actividad comercial muy lucrativa. El tabaco que se consumía era traído del Carmen, Córdoba, Zambrano, Plato, Tenerife, Pinto y Tacamocho. Los grandes comerciantes eran personas oriundas de estas poblaciones. El tabaco era transportado por el río Magdalena, en champanes o canoas grandes, por patrones y bogas a punta de lata y canalete.

## Economía

### Producción Agrícola
•	Producción Anual (toneladas): Entre 1.700 y 85.000 destacándose los cultivos principales de Cítricos, Yuca y Plátano.
•	Área total cosechada (hectáreas): De 2.801 a 7.400 hectáreas totales cosechadas.

### Producción Pecuaria
•	Porcino (número de cabezas): Menos de 2.200.
•	Vacuno (número de cabezas): De 13.000 a 65.000.
•	Producción de Leche (litros/día): De 5.900 a 11.000.

## Modos de accesos a San Fernando de Occidente
Se llega a San Fernando siguiendo estas rutas:
- Ruta 1, Vía Magangué – Mompox – San Fernando === Esta ruta se utiliza para llegar a Mompox y posteriormente a San Fernando, por carreteras procedentes desde Medellín, Cartagena, Barranquilla, Corozal y ciudades de la parte occidental del país. Se hacen las siguientes estaciones, Magangué – Bodegas (25 minutos), Bodegas – Mompox (60 minutos) y Mompox – San Fernando (15 minutos). Desde el puerto de Magangué salen lanchas desde las 6am hasta las 5:30pm. El ferri sale de lunes a sábado en tres horarios, 7am, 1pm y 4pm, domingos y festivos de 8:30pm a 2pm.

- Ruta 2, Vía El Banco – San Fernando === Esta ruta es la que se utiliza para llegar desde Bogotá, Bucaramanga y el resto de ciudades del interior. Durante el recorrido se hacen las estaciones El Banco – Guamal y Guamal – San Fernando. En época de invierno es posible viajar en lancha desde El Banco hasta el puerto de San Fernando de Occidente.

- Ruta 3, Vía Bosconia – Santa Ana – Mompox – San Fernando === Esta ruta se utiliza para llegar desde carreteras procedentes de Santa Marta o Valledupar. Se hacen las siguientes estaciones: Santa Marta o Valledupar – Bosconia, Bosconia – La Gloria, La Gloria – Santa Ana, Santa Ana – Mompox y Mompox – San Fernando.

## Símbolos

### Himno
Letra compuesta por: Mario Flórez López.
I
San Fernando hermosa tierra y labrantía
Santo pliego perfumado con azahar
Vuelo de aves remontan en armonía
Surcando el aire que dibuja el humedal
Coro
La vida de tus ancestros
Es la historia
Bravo pueblo Menchiquejo
Es inmortal
Con bravía se supo defender
A occidente la ribera hizo cambiar
San Fernando, San Fernando, paz y gloria
Rey y Santo su leyenda la escribió
En tus calles y con corazón valiente
De una raza altiva y fuerte con honor
II
Magdalena y el brazo cual remanso
Entre caños y manglares un pescador
Zona fértil ganadera de playones
Hizo Dios el portal de la región
Coro
La vida de tus ancestros
Es la historia
Bravo pueblo Menchiquejo
Es inmortal
Con bravía se supo defender
A occidente la ribera hizo cambiar
San Fernando, San Fernando, paz y gloria
Rey y Santo su leyenda la escribió
En tus calles y con corazón valiente
De una raza altiva y fuerte con honor.

### Escudo
El escudo de San Fernando, igual al de Bolívar su departamento, corresponde a la escuela española de heráldica. Se nota la ausencia de lambrequín, adorno heráldico generalmente en forma de hojas de acanto. Este escudo presenta también como marco de diagramación la forma acorazonada en mérito a las antiguas vasijas de barro utilizadas por los primitivos pobladores (los indígenas) en sus labores domésticas.
La divisa es la banda que aparece en la parte superior del escudo con el nombre del Municipio: MUNICIPIO DE SAN FERNANDO. La divisa inferior, en forma muy sobria aparece la fecha de su fundación: 1759.  Estas cintas son de color acanelado que sirven para encabezar y finalizar el escudo heráldico del municipio donde representan el color del suelo.
La franja superior de fondo verde, significa frondas frescas, follajes exuberantes. Se observa el rostro de una mujer de labios carnosos, alusivos a la danza y al canto. Una mascarada con un gorro frígido sostenida por un asta dejando entrever la picardía, la alegría, lo quimérico, lo emotivo, lo carnavalesco del teatro de la ribera. Esta mujer quien también representa a la población indígena de la comunidad y a su frente el español, hacen apoteosis de la fundación del Municipio.
La franja central muestra la riqueza hídrica, ciénagas, lagunas, caños, humedales y hermosos paisajes. El río es la principal arteria que irriga y da subsistencia a los pobladores. Y el pescador usando su atarraya, reafirmando la supervivencia del hombre anfibio. Y su eterna acompañante, la canoa, su versátil medio de transporte.
Por último la franja inferior, sobre fondo rojo, vemos el mapa o delineamiento del municipio, una corona de oro con piedras preciosas y un cetro alusivas a su patrono San Fernando Rey.

### Bandera
Autor: Fernando Calvo Arias. 
El lienzo o bandera de San Fernando, cumple con el orden cromático universal, en cuanto al color de sus tres franjas que la conforman, alusivas al Municipio: verde, blanco y rojo. Resalta en el centro un Sol resplandeciente. 
El color verde significa las riquezas de vegetales, la fauna y la flora del municipio. El color blanco de la segunda franja simboliza el espíritu de paz de la comunidad. El rojo, la sangre palpitante de vida de la Gente del pueblo y en honor a los paisanos que dieron la vida por la patria.
El Sol es la luz del Caribe que ilumina cada día a las gentes del pueblo, por el camino del bien, la honestidad y la inteligencia y sus doce rayas, simbolizan los doce corregimientos que lo conforma al municipio.

## Cultura

### Danzas prototípicas
Las danzas prototípicas de la región son: La Danza del Coyongo, La Danza de Indio, La Danza de Negro y La Danza de Farota. Danzas que el tiempo ha sepultado en el olvido;  por falta de apoyo económico de las entidades gubernamentales y por la influencia de patrones culturales extranjeros. Sin embargo las instituciones educativas han tratado de revivir esas manifestaciones folclóricas.
La Danza del Coyongo
Es una danza que encierra un mensaje ecológico y describe la manera como el hombre caza de manera indiscriminada a las aves, llevándolas a la extinción total.
En esta danza participan los siguientes personajes: El Golillón o jefe de la danza, animal de plumaje blanco y de gañote rojo; seis Coyongos, dos Garzas Morenas y dos Blancas y dos Patos Cucharos; El Pescado y El Cazador y un grupo de música acompañada de: tambor, acordeón y el abanderado. 
Actualmente esta danza se encuentra fuera de uso, por razones que van más allá de la falta de compromiso por parte de los habitantes del pueblo, y de las nuevas generaciones, que al no conocerla, no la practican en consecuencia como solía ser anteriormente. 
Danza del Negro
Sus participantes se tiñen el cuerpo de negro y está conformada por doce participantes, una branchica o capitán de la danza, un perro y una tigra, y el grupo de tamboras. Durante la danza los participantes suenan unos machetes de palo al son de la música. En esta danza se emplea la recitación o verso.
Danza del Indio
En esta danza participan hombres y mujeres formando seis parejas.  Cada fila encabezadas por el capitán y la capitana.  Su vestuario consta de delantales, mantas y turbantes adornados con papeles dorados y con plumas de aves.  Esta danza consta de las siguientes partes: la caracola, el pipirillero, los arcos, la tijera y por último viene la pelea de la India.
Danza de Las Farotas
Esta danza ya no se baila, pero cabe señalar que Reginaldo Ortiz, por razones de trabajo se traslada a vivir a Talaigua Nuevo, donde también la popularizó, al punto que los talaigueros la han hecho famosa en los carnavales de Barranquilla. En esta danza los hombres se disfrazan de mujeres.

## Estructura organizacional municipal
| San Fernando | San Fernando | San Fernando               |
| Departamento | Código DANE  | Categoría municipal (2023) |
| ------------ | ------------ | -------------------------- |
| Bolívar      | 13650        | Sexta                      |

- Personería: Es un centro del Ministerio Público de Colombia que ejerce, vigila y hace control sobre la gestión de las alcaldías y entes descentralizados; velan por la promoción y protección de los derechos humanos; vigilan el debido proceso, la conservación del medio ambiente, el patrimonio público y la prestación eficiente de los servicios públicos, garantizando a la ciudadanía la defensa de sus derechos e intereses.

- Concejo Municipal: Es la suprema autoridad política del municipio. En materia administrativa sus atribuciones son de carácter normativo. También le corresponde vigilar y hacer control político a la administración municipal. Se regulan por los reglamentos internos de la corporación en el marco de la Constitución Política Colombiana (artículo 313) y las leyes, en especial la Ley 136 de 1994 y la Ley 1551 de 2012.

Constituido por 11 concejales por un periodo de 4 años.
- Alcaldía Municipal: En esta se encuentra la administración municipal y las entidades descentralizadas del municipio.

El Alcalde se pronuncia mediante decretos y se desempeña como representante legal, judicial y extrajudicial del municipio. El actual Alcalde municipal es Orlando Ortiz Rangel (2024-2027), elegido por voto popular.
- JAL.

## Servicios públicos
- Energía Eléctrica: Afinia, del grupo EPM, es la empresa prestadora del servicio de energía eléctrica.
- Gas Natural: Surtigas es la empresa distribuidora y comercializadora de gas natural en el municipio.